# Антеа (Пармиджанино)
„Портрет на млада жена“ (на италиански: Ritratto di giovane donna), познат като „Антèа“ (на италиански: Antea), е картина на италианския художник Пармиджанино от 1535 г. Картината (135 × 88 см) е изложена в Зала 12 на Национален музей „Каподимонте“, Неапол, Италия. Използвана е техниката на маслени бои върху платно.
Творбата представлява един от най-запомнящите се образи на италианския „маниеристичен“ портрет от началото на 16 век.

## История
Художникът Джакомо Бари през 1671 г. в неговото „Живописно пътешествие из Италия“ е първият, който споменава портрета на „влюбената, наречена Антеа от Пармиджанино“ в Палацо дел Джардино в Парма. Впоследствие разширено описание на портрета, с размери и списък на детайлите като ръкавицата и златката, се появява в описа на активите на Фарнезе през 1680 г. Към края на века творбата е прехвърлена заедно с голяма част от Колекция „Фарнезе“ в залите на новата галерия в Палацо дела Пилота в Парма, където е инвентаризирана за първи път през 1708 г. В „Описанието“ на най-ценните творби на емилианската галерия, датиращо от 1725 г., платното продължава да се споменава като Портрет на Антеа или като Портрет на влюбената от Пармиджанино.
През 1734 г., заедно с останалите части на Колекции „Фарнезе“, тя отива в Неапол, бидейки наследена от Карлос III де Бурбон – първият син на Изабела Фарнезе, последна потомка на сем. Фарнезе. Платното е първо в Кралския дворец на Неапол, а след това – в Дворец „Каподимонте“, където остава до края на 18 век. С френското десетилетие (1805-1815) крал Фердинанд IV изпраща платното в Палермо от съображения за сигурност, където то остава до 1816 г., когато с реставрацията на Бурбоните се завръща в Музей „Каподимонте“.
По време на Втората световна война картината е взета от германските войски, които я намират в складовете в Монте Касино. Транспортирана е първо до Берлин и след това до мина в Алтаузее, Австрия, където е открита през 1945 г.
Датировката към 30-те години (1535-1537) се основава на приликата с произведения на Пардмиджанино от този период, по-специално с Купидон, който създава лъка (Музей на историята на изкуството, Виена), както и Дългошията Мадона (Уфици, Флоренция), както твърдят Фридберг (1950), Болоня (1956), Роси (1980) и Ди Джампаоло (1991).

## Описание
Антеа е известна римска куртизанка, която припомнят Бенвенуто Челини и Пиетро Аретино. Поради тази причина портретът, базиран на традиционната идентификация, е датиран най-вече в годините на престоя на Пармиджанино в Рим (1524-1527). В съответствие с творбата на Рафаело Форнарина в мистериозната изобразена девойка се разчита страстта на художника в римските нощи.
От друга страна Фердинандо Болоня, внимателно анализирайки женското облекло, стига до извода, че жената няма нищо общо с проститутките на Вечния град. Той вместо това я поставя сред дамите, следващи модата на почит в дворовете на Северна Италия през първите десетилетия на 16 век, като по този начин поставя датировката на платното между 1535 и 1537 г. След това е направен опит да се открие името ѝ сред пармските благороднички от онова време, но нито един от опитите, предприети досега, не дава безспорен резултат (Lavice, 1862, Spinazzola, 1894, Rossi, 1980, Bertini, 2002). Някои споменават Отавия Камила Баярди, племенничка на Елена и Франческо Баярди – приятели и покровители на художника; тя се омъжва за граф Магрино Бекария на 14-годишна възраст и по-късно е възпята от поетите заради нейния чар и жизнерадост.
Момичето, много подобно на ангела, поставен отляво на Дългошията Мадона (1534), е изобразено на тъмен фон и подрязана на ниво на коленете, според нов вертикален формат, който също се среща в Портрет на Пиер Мария Роси ди Сан Секондо (Прадо, Мадрид). Жената, със слабо телосложение в сравнение с ширината на роклята си, е прибрала косата си в сложна прическа с тиара и носи две обеци с висулки. Интензивният ѝ поглед  е насочен директно към зрителя. С лявата си ръка, на която се забелязва пръстен, тя придържа малко под гърдите си масивно дълго колие, а по дясната ѝ ръка, облечена в ръкавица, се спуска елегантно преметнатата на рамото ѝ кожа от златка. Роклята ѝ е по френски маниер, с туника от фина изтъкана със злато тъкан. Ръкавите на туниката са бухнали в раменете и стегнати в лактите, като завършват с нагънат и бродиран маншет. До деколтето виси верижка. В облеклото на жената се забелязва и фино бродирана престилка – детайл, присъстващ в картина от същия художник, наречена Турска робиня (Национална галерия, Парма).
Нейната фигура е внезапно и обезпокоително видение, с привиден натурализъм, отричан от „халюциниращото“ уголемяване на цялата дясна ръка и рамо, върху които натежава прекомерно кожата на златка – необичайната деформация, с която тази уплашена жена, с примирен вид, парадира като болезнен провал на природата“. Но тези несъответствия са смекчени и засенчени от девствената и скромна красота на момичето, нейната трезвеност пред такъв лукс на облеклото, нейния вроден аристократизъм.
В портрета на Антеа Пармиджанино е вложил цялото си майсторство, придавайки на момичето девствена и скромна красота, вродена аристократичност, уравновесеност и въздържаност пред толкова съкрушителна помпозност.